# اريك ستايسي
اريك ستايسي (بالإنجليزية: Eric Stacy)‏ هو موسيقي أمريكي، ولد في 5 يوليو 1964 في لوس أنجلوس في الولايات المتحدة.

## وصلات خارجية
- اريك ستايسي على موقع IMDb (الإنجليزية)
- اريك ستايسي على موقع ميوزك برينز (الإنجليزية)
- اريك ستايسي على موقع ديسكوغز (الإنجليزية)